# Martin Mace

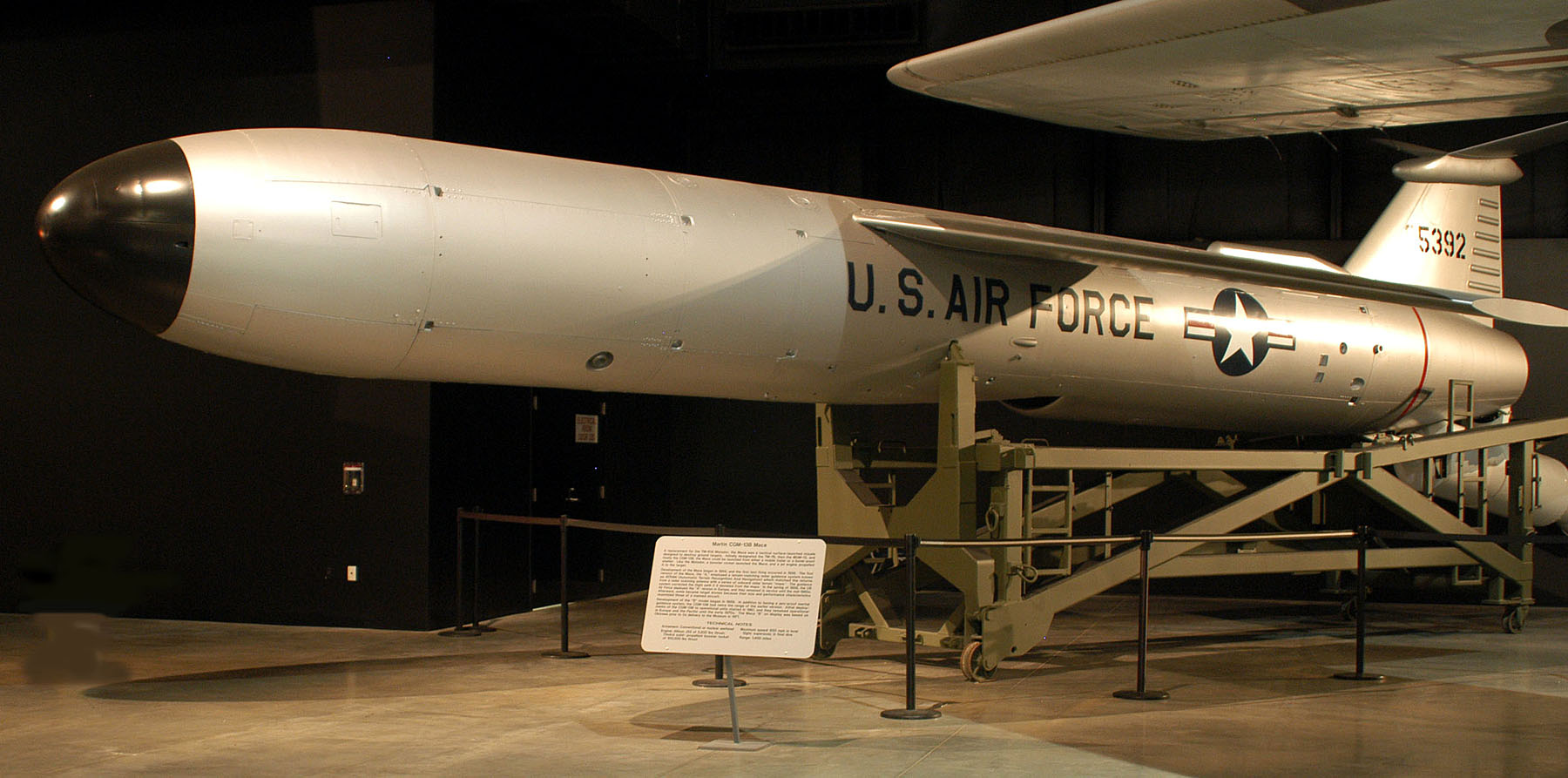
De Martin Mace

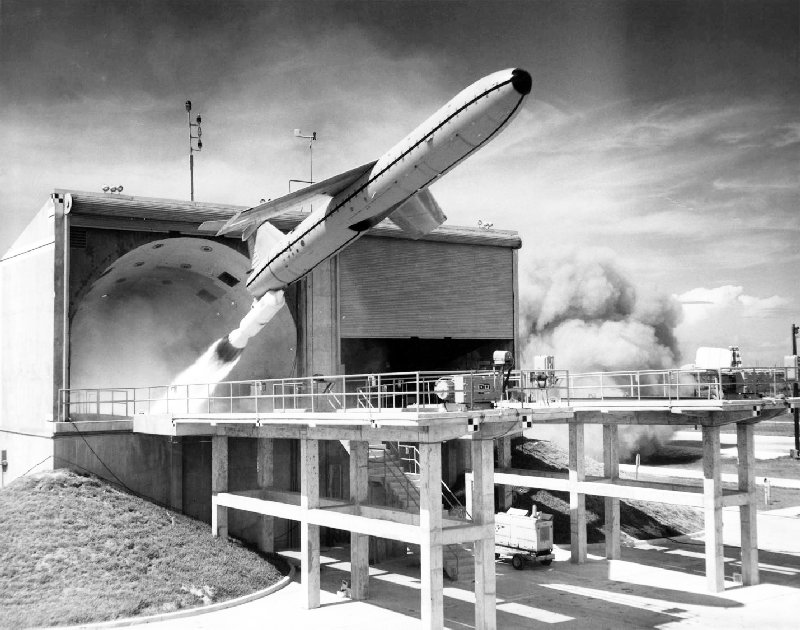
Mace afgeschoten vanuit een container

De Martin Mace was een type kruisraket dat tot 1963 bekendstond als tactische raket TM-76 en daarna als de MGM-13 en CGM-13. De Mace was een tactische grond-grondraket die ontwikkeld werd uit zijn voorganger de Martin Matador.
- MGM-13 was de raket geplaatst op een mobiel lanceersysteem, de MM-1 Teracruzer.
- CDM-13 was de raket geplaatst in een bunker in een containerlanceersysteem.

De Mace werd bij de Amerikaanse luchtmacht (USAF) operationeel vanaf 1959 en bleef dit tot 1973. Vanaf 1965-1973 waren Mace-eenheden in Europa actief in voormalig West-Duitsland, in het Verre Oosten in Korea en in Japan op Okinawa.
De Martin Mace werd uitgebracht in twee typen:
- Mace A – die was voorzien van het door de firma Goodyear ontworpen terrein volgende radarnavigatiesysteem Automatic Terrain Recognition And Navigation (ATRAN).
- Mace B – die was voorzien van een traagheidsnavigatiesysteem met een vergroot bereik.

De Mace werd vanaf 1973 vervangen door de tactische MGM-31A Pershing-grond-grondraket. Na de uitfasering werden de meeste Mace-raketten als vliegende doelen, zogenaamde drones, gebruikt, omdat hun afmeting en snelheid overeenkwam met die van de toen gangbare vliegtuigen.

## Geschiedenis
De ontwikkeling van dit type raket startte in 1954 en de eerste testlancering vond plaats in 1956. De Mace kon worden afgevuurd vanaf een mobiele positie of vanuit containers in een bunker. De raket maakte gebruik van een vaste brandstofboostertrap die hem de eerste honderden meters de lucht in schoot en hem op snelheid bracht en een Allison J33-A-41-turbojet die op de kruisvluchthoogte werd ingeschakeld.
In 1957 was het grootste deel van de proeven met de Tactical Missile (TM) 76A Mace met goed gevolg voltooid. Hierbij bleek deze raket uitstekend geschikt te zijn voor lancering vanuit ZEro Length (ZEL). Hierbij was de lanceeraffuit van de raket opgesteld in een beschermende constructie van waaruit de raket met luchtdruk werd weggeschoten, waarna de raketmotor buiten de constructie automatisch werd gestart.
In de jaren 50 van de twintigste eeuw, voor de ontwikkeling van de intercontinentale raket, bestond de voornaamste dreiging uit grote aantallen bemande bommenwerpers. Deze waren in staat om de vliegvelden, vanwaar de jagers voor de luchtverdediging opereerden, onbruikbaar te maken. Ook ontbrak het de Amerikaanse strijdkrachten in West-Duitsland aan de mogelijkheid om jagers vanaf geïmproviseerde onverharde velden te laten opstijgen.
De voorkeur ging uit naar raketten geplaatst op een mobiele affuit. Deze waren door de vijand moeilijk op te sporen en konden overal worden neergezet. De USAF-leiding begreep echter dat de Duitse bevolking het niet op prijs stelde dat er konvooien met atoomwapens door het land rondreden en koos dus voor de ZEL-procedure vanuit op vaste plaatsen opgestelde bunkers. De introductie van de ZEL-bunker was de oplossing van dit probleem. Deze beschermde niet alleen de raket maar was ook bestand tegen de overdruk van atoomexplosies, waardoor de raket na en zelfs tijdens een eerste verrassingsaanval middels de ZEL launcher kon worden afgevuurd.
De firma Goodyear Aircraft Corporation ontwierp het radarbeeldoverlappingssysteem Automatic Terrain Recognition And Navigation (ATRAN) dat voor de navigatie tijdens de vlucht zorgde. Iedere vlucht was gebaseerd op een aantal vooraf ingebrachte vaste punten (waypoints). Tijdens de vlucht werd het opgevangen terugkerende radarsignaal middels een radarscanner vergeleken met een vooraf ingeprogrammeerde serie radarbeelden van de waypoints. Bij eventuele afwijkingen van het vluchtpad werd dit altijd meteen gecorrigeerd, zodat de raket zijn koers behield.
De USAF installeerde het ATRAN-systeem in de TM-61B-variant, de Mace. Deze raket verschilde niet alleen in aanduiding en naam met de "A"- en "C"-modellen. De Mace had een langere romp, kortere vleugels en een groter gewicht dan de "A"- en "C"-modellen. De Mace bezat met zijn 5200 pond stuwkracht leverende J33-A-41-turbojetmotor en zijn 97.000 pond stuwkracht leverende vaste brandstofbooster ook meer vermogen.
De Mace maakte in 1956 de eerste vlucht en maakte op hoogten die varieerden van 750 tot 10.000 voet snelheden tot mach 7 tot 8,5 op een traject variërend van 540 tot 1285 mijl. Vanwege de aanzienlijke configuratieverbetering werd zijn aanduiding gewijzigd in Mace TM-76A. Dit had wel zijn prijs: de TM-76A kostte circa $250.000 tegenover de $60.000 kostende TM-61C.
De luchtmacht installeerde ook een storingsvrij traagheidsnavigatie-geleidingssysteem in de Mace "B", die de aanduiding TM-76B kreeg, met een bereik van meer dan 1300 mijl. Om de mobiliteit te verhogen, waren de vleugels van de Mace "B" zo ontworpen dat ze tijdens transport opgeklapt konden worden. De vleugels van de Matador werden nog apart vervoerd en moesten nog voor de vlucht worden gemonteerd.

## Specificaties
|                | Martin MGM en CDM-13A MACE                                                                                                 |
| -------------- | --- |
| Lengte         | 13,6 m |
| Spanwijdte     | 6,99 m |
| Diameter       | 1,4 m |
| Gewicht        | 8500 kg |
| Lanceersysteem | mobiele trailer MGM-13A, CDM-13A ZEroLaunch vanuit vaste bunkeropstelling                                                  |
| Bereik         | 2400 km |
| Plafond        | 12.200 m |
| Snelheid       | 1040 km/u in kruisvlucht                                                                                                   |
| Voortstuwing   | MGM-13A 1e fase Thiokol 25sec-booster, 2e fase Allison J-33 A41-turbojet, CDM-13A-perslucht, 1e en 2e fase als bij MGM-13A |
| Geleiding      | Goodyear ATRAN of traagheidsnavigatie                                                                                      |
| Ontsteking     | contactbuis of barometrisch                                                                                                |
| Lading         | 1000 kg conventioneel of 1,1 megaton wegende atoombom W-28                                                                 |

## Mace-eenheden
De USAF zette vanaf 1959 de Mace in Europa in. Tijdens de eerste jaren was dit nog samen met zijn voorganger de Martin Matador, tot deze in 1962 werd uitgefaseerd. In de 38e Tactical Missile Wing (TMW) in Europa waren zes squadrons opgenomen met een totaal van 200 TM-61's en TM-76's.
In 1959 was in Korea tijdelijk de 58e Tactical Missile Group (TMG) met 60 TM-61C's operationeel. Deze eenheid opereerde tot 1962 volledig in de openlucht.
Een nieuwe eenheid, de 498e TMG, ging vanuit vaste bunkeropstellingen in Japan werken. Enkele maanden nadat de 498e TMG in 1961 in Okinawa (Japan) operationeel werd, volgde dus de uitfasering van de Koreaanse 58e TMG.
- 38th Tactical Missile Wing (TMW) – luchtmachtbasis Sembach - Duitsland
  - 822th Tactical Missile Sqn (TMS) – Mehlingen - 49° 28' 16.33" N, 7° 50' 55.47" E.
  - 823th TMS – Enkenbach - 49° 28' 06.2" N, 7° 53' 53.38" E
  - 887th TMS – Grünstadt - 49° 33' 27.91" N, 8° 08' 05.13" E

- 586th Tactical Missile Group (TMG) - luchtmachtbasis Hahn - Duitsland
  - 89th TMS – Wüschheim - 49° 59' 57.9" N, 7° 24' 00.77" E
  - 405th TMS – Kirchburg - 49° 54' 47.7" N, 7° 24' 46.7" E
  - 405th TMS – Hundheim - 50° 02' 38.0" N, 7° 25' 35.9" E
  - 586th Missile Maintenance Sqn (MMS) – luchtmachtbasis Hahn

- 585th TMG – luchtmachtbasis Bitburg - Duitsland
  - 71st TMS – Rittersdorf - 49° 59' 05.59" N, 6° 28' 51.54" E
  - 71st TMS – Idenheim - 49° 53' 22.17" N, 6° 33' 27.21" E
  - 71st TMS – Steinborn - 50° 04' 09.54" N, 6° 37' 21.04" E
  - 587th MMS – Oberweis

- 498th TMG – luchtmachtbasis Kadena – Okinawa - Japan
  - 873rd TMS – Site 1 – Bolo Point
  - 873rd TMS – Site 2 – White Beach
  - 873rd TMS – Site 3 – Kin
  - 874th TMS – Site 4 – Centre Island

- 58th TMG - luchtmachtbasis Osan - Korea
  - 310th TMS